# Summer Sunshine
"Summer Sunshine" er en sang af det keltiske folkrockband The Corrs, der blev udgivet i maj 2004. Det er åbningsnummeret fra bandets fjerde studiealbum Borrowed Heaven (2004). Musikvideoen blev instrueret af Kevin Godley. Singlens højeste placering var #2 på Spaniens singlehitliste. Den åbnede #6 på UK Singles Chart, #9 på Tjeklisten samt #12 på Irish Singles Chart.

## Spor
- Sverige, Storbritannien og Europa CD

1. "Summer Sunshine"
2. "Summer Sunshine (Acoustic)"

- US Vinyl Promo

1. "Summer Sunshine (Fernando Garibay Extended Mix)" – 10:40
2. "Summer Sunshine (Ford Club Mix)" – 8:15
3. "Summer Sunshine (Ford Dub Mix)" – 6:42
4. "Summer Sunshine (Global Club Mix)" – 8:09
5. "Summer Sunshine (Fernando Garibay Acapella)" – 3:02
6. "Summer Sunshine (Ford Break Mix)" – 8:14
7. "Summer Sunshine (Ford Synthapella)" – 6:45

- UK, Europe CD (Limited)

1. "Summer Sunshine"
2. "Summer Sunshine (Akustisk)"
3. "Summer Sunshine (Ford Remix)"
4. "Summer Sunshine (Video)"
5. "Silver Strand (Akustisk)
6. "Behind The Scenes At The Video"

## Musikvideo
Musikvideoen til sangen blev optaget i London d. 15. og 16. marts 2014. Videoen viser et par i et mørkt hus, som The Corrs river ned. Huset bliver til sidste reduceret til en ruin, men parret dukker alligevel op fra det, uskadte og i solskin.

## Hitlister
| Hitliste                      | Højeste placering |
| ----------------------------- | ----------------- |
| Australian ARIA Singles Chart | 13                |
| Austria Top 40                | 42                |
| Belgium Singles Top 50        | 46                |
| German Singles Chart          | 49                |
| Irish Singles Chart           | 12                |
| Italian Singles Chart         | 20                |
| Holland Mega Single Top 100   | 29                |
| New Zealand Singles Chart     | 30                |
| Spanish Singles Chart         | 2                 |
| Swiss Singles Chart           | 32                |
| Tjeklisten (DK)               | 9                 |
| UK Singles Chart              | 6                 |
| U.S. Adult Contemporary       | 29                |
| U.S. Adult Top 40             | 32                |